# Joseph Toole
 (août 2025).
Joseph Kemp Toole (12 mai 1851 - 11 mars 1929) est un homme politique démocrate du Montana. Il a été le premier et le quatrième gouverneur du Montana.

## Biographie
Toole est né à Savannah, dans le Missouri. Il s’installe à Helena, dans le Montana, en 1870 ; étudie le droit et fut admis au barreau en 1871 et commença à pratiquer à Helena. Toole fut procureur du troisième district judiciaire du Montana (1872-1876), membre de la Chambre des représentants territoriale du Montana (1879-1881) et membre et président du Conseil territorial du Montana (1881-1883). Il épousa Lily Rosecrans, fille du général William Rosecrans, en 1890 et ils eurent trois enfants.
Toole fut délégué à la Convention constitutionnelle de l’État à Helena en 1884 et 1889, et élu en tant que démocrate aux quarante-neuvième et cinquantième congrès (4 mars 1885 – 3 mars 1889) ; Il ne chercha pas à se faire réélire en 1888.
Toole fut le premier gouverneur du Montana, siégeant du 8 novembre 1889 au 1er janvier 1893. Il reprit la pratique du droit à Helena. Toole fut délégué aux conventions nationales démocrates de 1892 et de 1904.
Il fut le quatrième gouverneur du Montana du 7 janvier 1901 au 1er avril 1908, date à laquelle il démissionna en raison de sa mauvaise santé.
Pendant sa retraite, Toole a partagé son temps entre sa maison d’Helena et San Francisco, en Californie, jusqu’à sa mort le 11 mars 1929, à l’âge de 77 ans.